# Astragalus elongatus
Astragalus elongatus es una especie de planta del género Astragalus, de la familia de las leguminosas, orden Fabales.

## Distribución
Astragalus elongatus se distribuye por Líbano, Siria y Turquía.

## Taxonomía
Fue descrita científicamente por Willd. Fue publicado en Species Plantarum. ed. 4, 3: 1314 (1802).